# Belgische gemengd estafetteteam triatlon
Het Belgisch gemengd estafetteteam triatlon is de ploeg die België vertegenwoordigt in internationale triatlonwedstrijden op de Mixed Relay. De ploeg wordt gevormd door Triatlon Vlaanderen, de Belgische triatlonfederatie. De bijnaam van de estafetteploeg is de Belgian Hammers, een naam die in 2018 werd bedacht. De ploeg haalde in zijn geschiedenis meerdere finaleplaatsen en pakte tweemaal het brons op een Europees kampioenschap.  

## Overzicht kampioenschappen
| Jaar | Kamp. | Pos.  | Prestatie in finale | Teamopstelling in finale                                         |
| ---- | ----- | ----- | ------------------- | ---------------------------------------------------------------- |
| 1985 | EK    | Brons | 30.16               | onbekend                                                         |
| 2011 | WK    | 14e   | 1:13.21             | Katrien Verstuyft Simon De Cuyper Sofie Hooghe Peter Croes       |
| 2012 | WK    | 18e   | 1:31.48             | Katrien Verstuyft Simon De Cuyper Sofie Hooghe Peter Croes       |
| 2013 | WK    | 17e   | 1:22.35             | Katrien Verstuyft Marten Van Riel Sofie Hooghe Simon De Cuyper   |
| 2017 | WK    | 17e   | 1:25.50             | Claire Michel Jelle Geens Laura Swannet Christophe De Keyser     |
| 2018 | WK    | -     | LAP                 | Valerie Barthelemy Marten Van Riel Claire Michel Jelle Geens     |
| 2018 | EK    | Brons | 1:15.29             | Claire Michel Jelle Geens Valerie Barthelemy Marten Van Riel     |
| 2019 | EK    | 4e    | 1:12.17             | Valerie Barthelemy Marten Van Riel Claire Michel Jelle Geens     |
| 2020 | WK    | 5e    | 1:19.44             | Valerie Barthelemy Jelle Geens Claire Michel Erwin Vanderplancke |
| 2021 | EK    | 8e    | 1:10.34             | Hanne De Vet Noah Servais Jolien Vermeylen Erwin Vanderplancke   |
| 2021 | OS    | 5e    | 1:24.36             | Claire Michel Marten Van Riel Valerie Barthelemy Jelle Geens     |
| 2021 | WK    | 15e   | 1:25.38             | Hanne De Vet Noah Servais Jolien Vermeylen Erwin Vanderplancke   |

NR nationaal record

AR Europees record

EK Europees kampioenschap

WK Wereldkampioenschap

OS Olympische Spelen